# Orrin Keepnews
Orrin Keepnews (* 2. März 1923 in New York City, New York; † 1. März 2015 in El Cerrito, Kalifornien) war ein amerikanischer Jazz-Produzent und Gründer der Labels Riverside, Milestone und Landmark.
Bekannt wurde Keepnews vor allem durch seine Arbeiten mit dem Pianisten und Mitbegründer des Bebop Thelonious Monk, dazu kommen noch Aufnahmen mit Künstlern wie Bill Evans, Cannonball Adderley, McCoy Tyner und dem Kronos Quartet. Seit den 1990er Jahren war Keepnews als Produzent für eine Reihe von Wiederveröffentlichungen historischer Jazzaufnahmen, die teilweise auch ursprünglich von ihm produziert wurden, verantwortlich. Zudem war Keepnews ein gefragter und mehrfach ausgezeichneter Autor für so genannte Liner Notes und veröffentlichte zwei Bücher zur Jazzgeschichte. 2004 erhielt er den „Trustees Award“, die höchste Auszeichnung der Recording Academy für Verdienste um die Musik, die nicht in einer Darbietung bestehen.

## Leben und Werk
Der im New Yorker Stadtteil Bronx als Sohn einer Lehrerin und eines Angestellten der New Yorker Sozialbehörde geborene Keepnews machte mit 16 seinen Abschluss an der Lincoln School. Zu dieser Zeit entwickelte sich – inspiriert durch die Musik von Coleman Hawkins und Pee Wee Russell – sein Interesse für Jazz. Bereits im Alter von 15 Jahren besuchte Keepnews regelmäßig die Bars in der 52. Straße oder im „Village“, Keepnews dazu:
„Wenn du groß genug warst, um in eine Bar zu gehen und 75 Cents oder einen Dollar für einen Drink hinzulegen, hat dich keiner gefragt, ob du alt genug bist.“
Dabei ging es Keepnews anfangs, wie er selbst sagte, weniger um die Musik, die zunächst einfach nur da gewesen wäre, ihn dann jedoch mit der Zeit begeistert hätte. Am Columbia College belegte Keepnews Englisch als Hauptfach und begann in seiner Freizeit für die College-Zeitung Spectator über Konzerte im Village Vanguard zu berichten. 1943 erhielt Keepnews seine Einberufung zum Militärdienst, durfte aber vor Dienstantritt noch sein Studium beenden.

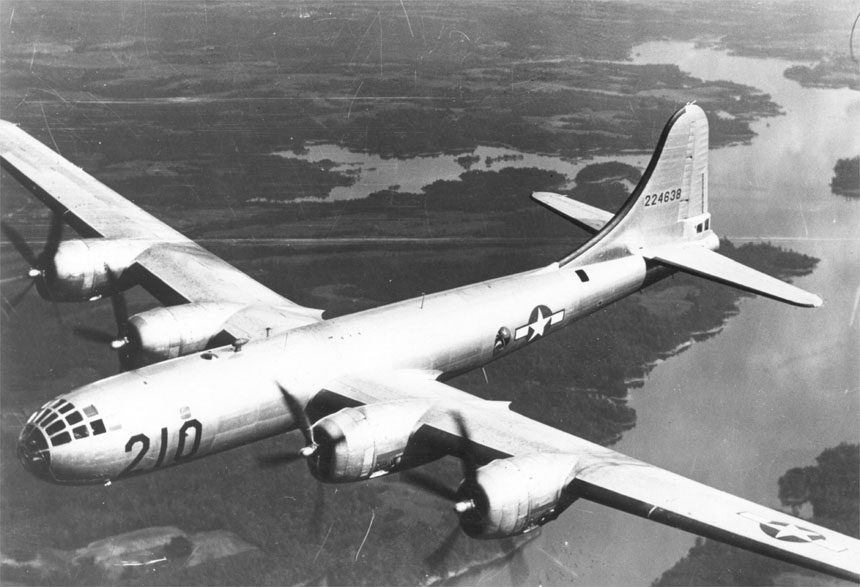
In einem Bomber des Typs Boeing B-29 flog Keepnews bei Angriffen gegen Japan mit.

Anschließend war Keepnews drei Jahre lang als Radaroffizier an Bord eines B-29-Bombers – dem Flugzeugtyp, aus dem 1945 die Atombomben auf Hiroshima und Nagasaki abgeworfen wurden – tätig und flog während der letzten Monate des Zweiten Weltkriegs auch bei Einsätzen gegen Japan mit. Nach seiner Entlassung aus dem Militärdienst 1946 schrieb sich Keepnews zunächst wieder an der Columbia ein. Keepnews beschrieb seine Situation wie folgt:
„Ich schrieb mich für die höheren Fachsemester ein, um mich schnellstmöglich wieder gebildet zu fühlen, wollte aber keinen Master-Abschluss. Ich dachte: ‚Gehe so lange als nötig zur Columbia, bis du wieder in die Welt hinausgehen und werden kannst was du möchtest, und schaue dann nach einem Job.‘ Das war genau das, was passierte.“
Während dieser Zeit lernte Keepnews den begeisterten Jazzfan und Plattensammler Bill Grauer kennen. Später arbeitete er als Redakteur und Herausgeber für verschiedene Verlage, unter anderem für Simon & Schuster, wo Keepnews seine spätere Frau Lucy kennenlernte. Zudem war er als Editor für Grauers The Record Changer tätig. Ab 1952 arbeiteten Keepnews und Grauer zusammen für RCA Victor an einer Serie von Reissues von Jazzaufnahmen aus den 1920er Jahren, woraus sich bald die Idee zu einem eigenen Label entwickelte.

### Riverside (1953–1964)
1953 gründete Keepnews zusammen mit Grauer das Label Riverside (ursprünglich mit dem Zusatz Bill Grauer Productions). Grauer übernahm die wirtschaftliche Leitung, während sich Keepnews um die künstlerischen Belange kümmerte. Die Idee hinter Riverside war es, ein Label zu schaffen, auf dem historische Jazz- und Bluesaufnahmen aus den 1920er Jahren (Joe King Oliver, Jelly Roll Morton, Ma Rainey, Blind Lemon Jefferson und andere) neu veröffentlicht werden konnten, doch bereits 1954 wichen Keepnews und Grauer von ihrer ursprünglichen Philosophie ab und produzierten Randy Weston Plays Cole Porter In A Modern Mood das erste Album des Pianisten Randy Weston, für das Paul Bacon das Cover gestaltete.

#### Thelonious Monk (1955–1961)
1955 nahm Riverside – auf Anregung von Weston – den Pianisten und Komponisten Thelonious Monk unter Vertrag, der gegen Zahlung von 108,27 Dollar seinen Vertrag mit Bob Weinstocks Prestige-Label aufgelöst hatte. Monk und Keepnews lernten sich bereits 1948 kennen, als Keepnews Monk im Apartment von Blue-Note-Gründer Alfred Lion in Greenwich Village für den Record Changer interviewte. Das Interview (und damit Keepnews) war dem damals noch relativ unbekannten Monk in Erinnerung geblieben, da es sein erstes Interview für eine überregionale Zeitschrift war.
Noch im selben Jahr wurde das erste gemeinsame Album Thelonious Monk Plays Duke Ellington veröffentlicht, auf dem Monk (begleitet von Bassist Oscar Pettiford und Schlagzeuger Kenny Clarke) ausnahmslos Kompositionen von Duke Ellington interpretiert, die Aufnahmen entstanden im Studio von Rudy Van Gelder, das Cover ziert ein Gemälde von Henri Rousseau (Die Mahlzeit des Löwen). Monk, der sich selbst schon einen Namen als Komponist gemacht hatte, zeigte sich zunächst wenig begeistert von dieser Idee, fand jedoch später Gefallen daran und verlieh Ellingtons Kompositionen seinen ganz eigenen Stil.
Für weitere Aufnahmen, darunter auch Monks Klassiker Brilliant Corners und Monk’s Music, konnten Musiker wie Art Blakey, Sonny Rollins und Coleman Hawkins gewonnen werden. Monk selbst holte John Coltrane in seine Band, nachdem dieser sich im Streit von Miles Davis getrennt hatte. Keepnews über Monk:
„Monk kannte keine Gnade. Er hatte seine Standards. Wahrscheinlich hab ich von ihm genau so viel über das Leben wie über Musik gelernt.“
Die Verbindung zu Monk blieb auch nach dessen Wechsel zu Columbia erhalten, so schrieb Keepnews die Liner Notes zu einer Reihe von Monks späteren Aufnahmen. Zudem war Keepnews für eine Reihe von Reissues der Monk Aufnahmen von Prestige, Riverside und Columbia verantwortlich. Thelonious Monk – The Complete Riverside Recordings brachte Keepnews 1988 den Grammy für „Bester Album-Begleittext“ und „Bestes historisches Album“ ein.

#### Bill Evans (1956–1963)
1956 rief der Gitarrist Mundell Lowe Keepnews an und überredete ihn, sich zusammen mit seinem Partner Grauer einige Aufnahmen des Pianisten Bill Evans über das Telefon anzuhören. Lowe hatte zuvor mit Evans und Red Mitchell auf einigen Jam-Sessions gespielt. Keepnews und Grauer entschieden sich spontan dafür, Evans die Möglichkeit zu einer Aufnahme zu geben, wozu sie den überaus bescheidenen Evans jedoch erst überreden mussten. Die Produktion der ersten Aufnahme lief – wie bei Riverside üblich – an einem einzigen Tag ab und kam noch im selben Jahr unter dem Titel New Jazz Conceptions heraus. Obwohl das Album gute Kritiken beispielsweise in dem anerkannten Jazzmagazin Down Beat erhielt, verkaufte es sich im ersten Jahr lediglich 800-mal.
1958 holte Miles Davis Evans als Ersatz für Red Garland für einige Monate (Februar–November) in seine Band. Den zweiten Anlauf mit Evans als leader wagte Keepnews Ende desselben Jahres mit der Aufnahme Everybody Digs Bill Evans (mit Cannonball Adderleys Bassist Sam Jones und Davis’ Schlagzeuger Philly Joe Jones). Die Aufnahme wurde 1959 veröffentlicht und verkaufte sich besser als der Vorgänger.
Den ersten Erfolg hatte Evans 1959 ohne Riverside als Pianist im Miles Davis Sextett mit den Aufnahmen zu Kind of Blue, den endgültigen Durchbruch schafften Keepnews/Riverside und Bill Evans mit der Aufnahme Portrait in Jazz (1959) und Waltz for Debby (1961) (beide mit Scott LaFaro am Bass und Paul Motian am Schlagzeug). Beide Aufnahmen werden von Fans wie Kritikern zu den besten Aufnahmen im Jazz gezählt und wurden 2007 bzw. 1998 in die Grammy Hall of Fame aufgenommen.

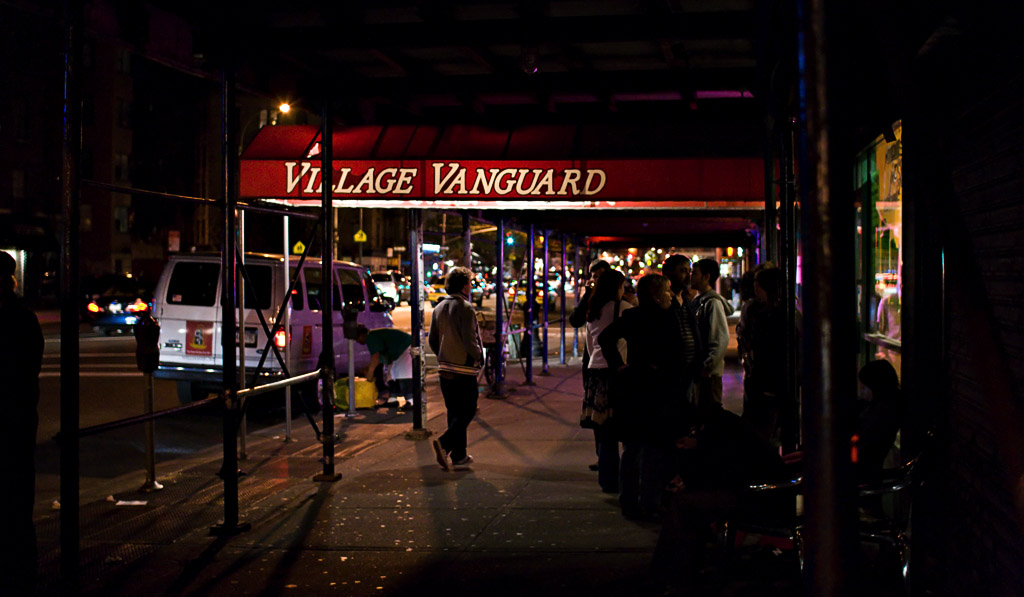
Im Village Vanguard entstanden 1961 die Alben Waltz for Debby und Sunday at the Village Vanguard des Trios Bill Evans, Scott LaFaro und Paul Motian.

Die Aufnahmen zu Waltz for Debby entstanden am 25. Juni 1961 im Village Vanguard, bei dieser Session nahm Keepnews noch ein weiteres Evans-Album Sunday at the Village Vanguard auf. Die beiden Alben waren die letzten Aufnahmen mit Scott LaFaro, der keine zwei Wochen später nach einem Autounfall verstarb. Besonders an diesen Aufnahmen war auch die Aufnahmetechnik. Statt wie sonst häufig üblich in einem Nebenraum befand sich das Aufnahmeteam (bestehend aus Keepnews und Toningenieur David Jones) vor der Bühne in greifbarer Nähe zu den Musikern. Ein Großteil der Aufnahmen erschien 2005 als The Complete Village Vanguard Recordings, 1961.
Wie die ersten Aufnahmen mit Monk wurden auch viele von Evans in einer Triobesetzung mit Piano, Bass und Schlagzeug eingespielt. Eine Vorliebe, die sich in vielen Keepnews-Produktionen zeigt, beispielsweise auch bei den Aufnahmen mit Red Garland oder McCoy Tyner (ab den späten 1960er Jahren für Milestone). Das Konzept fand jedoch in den Aufnahmen des Trios Evans, LaFaro und Motian seine intensivste Ausprägung. Nicht zuletzt gilt Sunday at the Village Vanguard als das beste Pianotrio-Album aller Zeiten.

#### Cannonball Adderley (1958–1964)
Als weiteren Star für Riverside konnte Keepnews 1958 den Saxophonisten Cannonball Adderley gewinnen, wie Evans ein Mitglied des ersten Miles Davis Quintett/Sextett bei den Aufnahmen zu Kind of Blue (1959). Kurz zuvor hatte Adderley noch sein erstes eigenes Album Somethin’ Else (mit Davis als sideman) auf Blue Note veröffentlicht. Keepnews und Adderley lernten sich bereits 1957 kennen und im Laufe ihrer Zusammenarbeit entwickelte sich eine enge Freundschaft zwischen ihnen, die bis zum Tode Adderleys 1975 andauerte. Adderley war der erste Künstler, der zur Vertragsunterzeichnung mit einem Manager erschien. Obwohl es sich dabei um einen Standardvertrag handelte, trafen Keepnews und Adderley eine mündliche Sondervereinbarung: Wann und wo immer Adderley sich eine Band gesucht hätte und mit ihr spielte, würde Keepnews dies aufnehmen und veröffentlichen.
„Eine sehr interessante mündliche Vereinbarung: Eine nicht existente Band würde sofort, irgendwo ‚On the road‘, von einem sehr finanzschwachen Unternehmen, das einen Produzenten wie mich nie weiter als eine U-Bahnfahrt von daheim geschickt hat, aufgenommen werden. Aber es wurde das beste Beispiel für ein gutes Ergebnis nach dem Prinzip: ‚wirf Dein Brot auf die Wasserfläche‘ seit der Bibel.“
Die Aufnahmen fanden am 18. und 20. Oktober 1959 im Jazz Workshop in San Francisco statt und erschienen unter dem Namen Live in San Francisco. Mit diesem und den folgenden Alben wurden Adderley und sein Quintett (zeitweilig auch Sextett) zur führenden Gruppe im Soul-Jazz, jener Mischung aus Hard Bop und Soul.
Die besondere Verbundenheit Adderleys zu Riverside zeigte sich insbesondere nach dem Tode Grauers und dem finanziellen Niedergang Riversides 1964: trotz lukrativer Angebote anderer Labels verlängerte Adderley seinen Vertrag. Nach dem Bankrott von Riverside ging Adderley zunächst für einige Jahre zu Capitol Records. Von 1973 bis zu seinem Tode war er bei Fantasy Records unter Vertrag, dem Label, bei dem nun auch Keepnews arbeitete.
Neben den drei vorgenannten Protagonisten konnte Riverside noch eine Reihe weiterer hochkarätiger Musiker gewinnen, darunter Cannonball Adderleys Bruder Nat, Wes Montgomery (der Mitte der 1960er Jahre zu Creed Taylors Verve-Label ging) und Chet Baker. Seine Position als Produzent beschrieb Keepnews, der Fan vieler seiner Künstler war, scherzhaft:
„Wir waren Jazzfans, die zu Plattenfirmen wurden. Wer sollte dir widersprechen wenn du behauptest, du wärest ein Produzent, wenn du deine eigene Firma hast?“
Trotz dieser Besetzung, des Engagements der Jazzfans Keepnews und Grauer und der Tatsache, dass Riverside binnen kürzester Zeit einen ähnlichen Stellenwert wie die renommierten Label Prestige und Blue Note erreichte, war die finanzielle Situation des unabhängigen Labels jedoch eher angespannt, Keepnews:
„Unser Ziel war nicht, viele Platten zu verkaufen, um reich zu werden. Unser Ziel war, genug Platten zu verkaufen, um die nächste machen zu können.“
Am 15. Dezember 1963 erlag Grauer einem Herzinfarkt, Keepnews führte fortan alleine die Geschäfte bis zum Bankrott der Firma 1964. Die Rechte an den Aufnahmen gingen 1972 in den Besitz von Fantasy Records über.

### Milestone (1966–1972)
Zusammen mit dem in Hannover geborenen Pianisten Dick Katz gründete Keepnews 1966 Milestone Records. Zu den Künstlern von Milestone gehörten McCoy Tyner, Sonny Rollins, Joe Henderson, Gary Bartz und Lee Konitz. Keepnews produzierte aber auf Milestone auch Platten von Thad Jones, Wynton Kelly, Nat Adderley und Junior Mance.
Mit Rollins hatte Keepnews bereits bei den Riverside-Aufnahmen von Monk zusammengearbeitet, hier erhielt Rollins jedoch die Möglichkeit Aufnahmen unter eigenem Namen zu veröffentlichen. Die Verbindung von Rollins zu Milestone (später als Sublabel von Fantasy und ab 2004 von Concord Records) hielt bis in die 2000er Jahre an.
Der Saxophonist Joe Henderson, der zuvor bei Blue Note unter Vertrag war und 1967 auch mit Miles Davis spielte, nahm seit diesem Jahr Platten für Milestone auf. Im September 1967 kam er mit einem Quintett mit Grachan Moncur III, Kenny Barron, Ron Carter und Louis Hayes und einem um Mike Lawrence ergänzten Sextett in die New Yorker Plaza Sound Studios, um Eigenkompositionen von Henderson und Klassiker einzuspielen. Auf der nächsten Platte Tetragon spielte er im Quartett im Don Friedman, Carter und Jack DeJohnette. Auf der 1969 aufgenommenen Power To The People war Herbie Hancock in den Plaza Sound Studios dabei.
Ebenfalls 1967 wurde der damals noch wenig bekannte Altsaxophonist Gary Bartz gewonnen, dessen Platten für Milestone teilweise bereits deutlich fusionorientiert waren (Harlem Bush Music) und ebenfalls mit dem Black-Power-Gefühl der Zeit spielten, aber auch die psychedelischen Gefühle der 1968er Zeit aufnahmen (Another Earth).

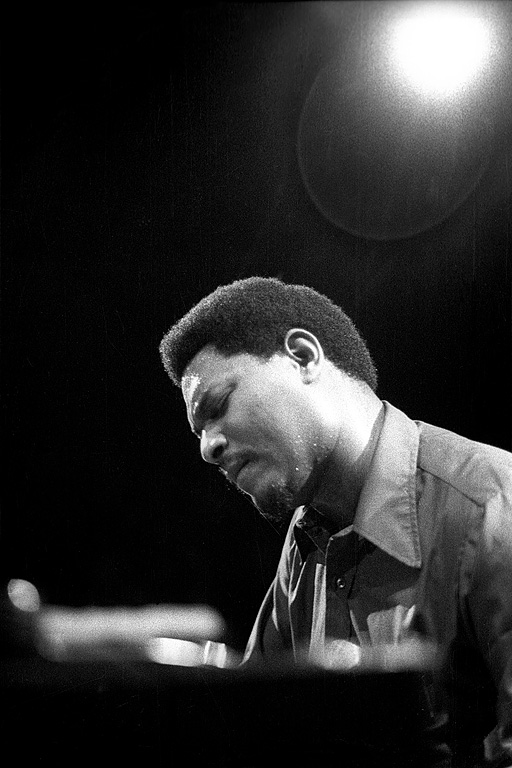
Coltranes Pianist McCoy Tyner war ab den frühen 1970er Jahren bei Milestone unter Vertrag

Lee Konitz war einer der gefragtesten weißen Jazzmusiker des Cool Jazz. Der Saxophonist war unter anderem als 21-Jähriger auf Miles Davis’ Birth of the Cool von 1949 zu hören. Keepnews produzierte ein Album mit Duetten, das Konitz mit unterschiedlichen Musikern wie Joe Henderson, Dick Katz, Karl Berger, Jim Hall, Elvin Jones oder Eddie Gomez vorstellte. Einen besonderen Reiz hat die am 25. September 1967 in den Plaza Sound Studios aufgenommene Platte dadurch, dass der Standard Alone Together in verschiedenen Duo-Konstellationen eingespielt und in Art einer Suite angeordnet wurde.
Nat Adderley brachte die Rhythmusgruppe seines Bruders Cannonball Adderley mit ins Studio; in der Frontlinie spielten außer ihm noch der Flötist Jeremy Steig und Joe Henderson mit. Nat Adderley war zuvor schon bei den Aufnahmen seines Bruders bei Riverside als Trompeter und Kornettist aufgetreten, hat aber auch einige Aufnahmen unter eigenem Namen für das Label veröffentlicht.
Mit McCoy Tyner konnte Keepnews einen der gefragtesten Pianisten jener Zeit gewinnen. Tyner hatte bereits einige eigene Aufnahmen unter Bob Thiele bei Impulse! und bei Alfred Lions Blue Note veröffentlicht und war als sideman auf Coltranes legendärem Album A Love Supreme von 1964 zu hören. Für Milestone veröffentlichte Tyner Alben wie Sahara (1972), Enlightenment (1973), Fly With the Wind (1976) und Supertrios (1977). Bei letzterem Album hatte Keepnews die Idee Tyner in zwei unterschiedlichen Trios mit Ron Carter/Tony Williams und Eddie Gomez/Jack DeJohnette spielen zu lassen. Zusammen mit Ron Carter, Sonny Rollins und Al Foster bildete Tyner die Milestone Jazzstars.
1972 wurden die Rechte an den Aufnahmen von Milestone und Riverside an Saul Zaentz’ Fantasy Records, die zuvor ihr Geld hauptsächlich mit den Aufnahmen der Band Creedence Clearwater Revival gemacht hatten, verkauft. Fantasy konnten zudem Keepnews als „Head of Artists and Repertoire“ für seine Jazzabteilung nach San Francisco holen, wobei Keepnews auch weiterhin als Produzent aktiv blieb. Er war zudem auch viele Jahre Vizepräsident von Fantasy. Neben den Katalogen von Riverside und Milestone war Keepnews bei Fantasy auch für die Aufnahmen eines weiteren großen Labels, Prestige Records, verantwortlich. Trotz der – auch aus Keepnews’ Sicht – guten Bedingungen verließ er Fantasy 1980 und arbeitete fortan als freischaffender Produzent:
„Ich habe mir selbst bewiesen, dass ich nicht mal unter den besten Bedingungen glücklich bin, wenn ich für jemand anderen arbeiten muss.“

### Landmark (1985–1993)
Nach einigen Jahren als freischaffender Produzent gründete Keepnews entgegen seinen eigenen Vorsätzen erneut ein eigenes Label, Landmark Records. Keepnews kommentierte die Gründung von Landmark wie folgt:
„Ich tat das, von dem ich immer behauptete, dass ich es niemals wieder tun würde, ich gründete ein weiteres Plattenlabel.“
Während Vibraphonist Bobby Hutcherson zuvor bereits auf Blue Note veröffentlicht hat, waren Pianist Mulgrew Miller und das Kronos Quartet echte Neuentdeckungen.
Miller war zuvor insbesondere als Sideman bei Mercer Ellington (den Sohn der Jazzlegende Duke Ellington) und Betty Carter bekannt geworden. Keepnews gab ihm die Möglichkeit 1985 sein erstes Album Keys to the City zu veröffentlichen.

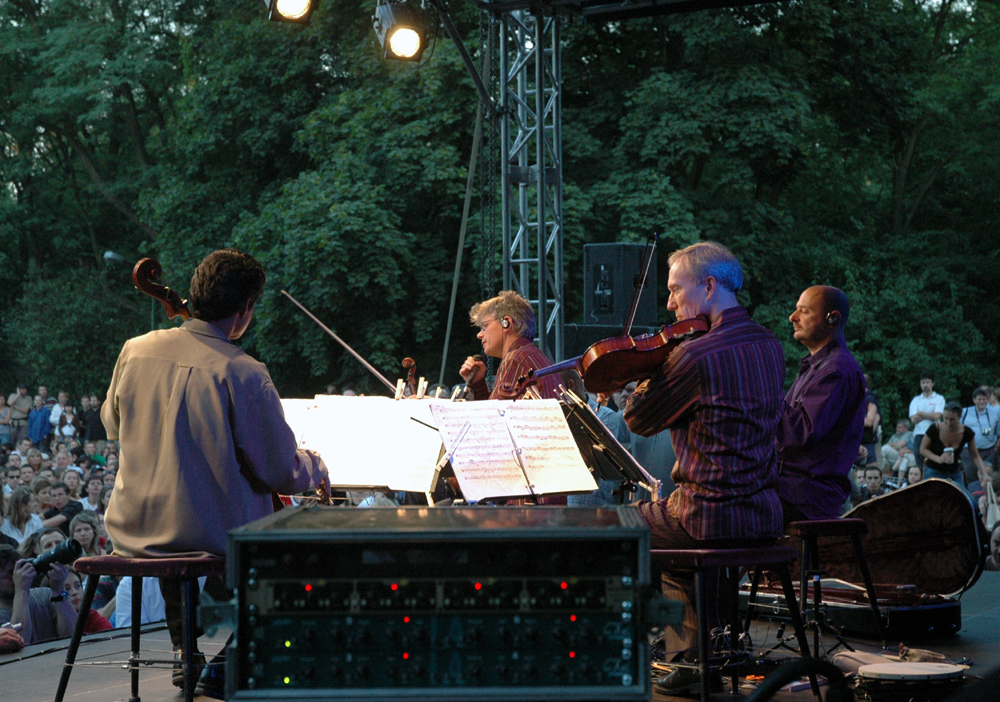
Das Kronos Quartet wurde durch Keepnews bei einem größeren Publikum bekannt

Das Kronos Quartet – ein bereits 1973 gegründetes Streichquartett – führte vor allem zeitgenössische Musik live auf. 1985 konnten sie unter Keepnews ihr erster Album Kronos Quartet Plays Music of Thelonious Monk veröffentlichen, auf dem sie Kompositionen des 1982 verstorbenen Monk für Streichinstrumente umsetzten. 1986 folgte dann mit Music of Bill Evans ein weiteres Album Kompositionen eines weiteren Keepnews Künstlers aus der Riverside-Zeit. 1999 wurde das Kronos Quartet mit dem renommierten Rolf-Schock-Preis ausgezeichnet.
1988 veröffentlichte Keepnews das teilweise autobiographische Buch The View from Within: Jazz Writings, 1948–1987. Es war sein zweites Buch nach dem 1956 zusammen mit Grauer veröffentlichten A Pictorial History of Jazz: People and Places from New Orleans to Modern Jazz, welches bereits 1982 neu aufgelegt wurde.
1993 – Keepnews war mittlerweile 70 Jahre alt – verkaufte er Landmark an Muse Records. Bereits vor dem Verkauf von Landmark trat Keepnews vermehrt als Produzent von Reissues historischer Jazzaufnahmen verschiedener Künstler und Labels in Erscheinung. Darunter auch seine eigenen Aufnahmen mit Monk, Adderley und Montgomery auf den 1950er und 1960er Jahren, die später dann auch als CD-Reissues unter der Bezeichnung Original Jazz Classics (OJC) vertrieben wurden. Seine Retrospektiven zu Monk, Evans und Ellington bzw. die dazu verfassten Liner Notes brachten ihm insgesamt vier Grammys ein.
Bei den Grammy Awards 2004 wurde Keepnews mit dem „Trustees Award“ der Recording Academy ausgezeichnet, einem Preis für das Lebenswerk nichtaufführender Musikschaffender. Der Preis entspricht dem „Lifetime Achievement Award“ bei den aufführenden Künstlern, der im gleichen Jahr unter anderem an Keepnews’ langjährigen Weggefährten Sonny Rollins ging. Trotz vieler wirtschaftlicher Rückschläge gehört Keepnews zu den künstlerisch erfolgreichsten Produzenten der Jazzgeschichte, der sich selbst immer als jemanden sah, der seinen Künstlern die Möglichkeit schuf, ihre Musik zu machen:
„Ich habe mich selbst immer mehr als einen Katalysator verstanden. Ich habe nie ein Instrument gespielt und fand letztlich heraus, dass genau dies meine Stärke als Produzent war. Ich fühlte mich nie mit den Musikern im Wettbewerb, oder meinte ein Solo besser spielen zu können. Mein Job wurde es, die bestmögliche Umgebung zu schaffen, in der die Musiker sich selber verwirklichen konnten. Das ist nicht einfach und niemals langweilig.“

## Veröffentlichungen (Auswahl)
Originalaufnahmen
Aufnahmen, für die Keepnews alleine oder als Co-Produzent verantwortlich war.
- 1954: Randy Weston Plays Cole Porter In A Modern Mood (Randy Weston, Riverside)
- 1955: Thelonious Monk Plays Duke Ellington (Thelonious Monk, Riverside)
- 1956: Brilliant Corners (Thelonious Monk, Riverside)
- 1957: Monk’s Music (Thelonious Monk, Riverside)
- 1958: Everybody Digs Bill Evans (Bill Evans, Riverside)
- 1959: Chet (Chet Baker, Riverside)
- 1959: Portrait In Jazz (Bill Evans, Riverside)
- 1959: Live in San Francisco (Cannonball Adderley, Riverside)
- 1960: The Incredible Jazz Guitar of Wes Montgomery (Wes Montgomery, Riverside)
- 1960: Stratusphunk (George Russell Sextet, Riverside)
- 1961: African Waltz (Cannonball Adderley, Riverside)
- 1961: Sunday at the Village Vanguard (Bill Evans, Riverside)
- 1961: Waltz for Debby (Bill Evans, Riverside)
- 1961: How My Heart Sings! (Bill Evans, Riverside)
- 1961: Ezz-thetics (George Russell Sextet, Riverside)
- 1962: The Stratus Seekers (George Russell Septet, Riverside)
- 1969: Peacemeal (Lee Konitz, Milestone)
- 1972: Sahara (McCoy Tyner, Milestone)
- 1976: Everybody Come On Out (Stanley Turrentine, Milestone/Fantasy)
- 1977: Supertrios (McCoy Tyner, Milestone/Fantasy)
- 1985: Kronos Quartet Plays Music of Thelonious Monk  (Kronos Quartet, Landmark)
- 1985: Keys to the City (Mulgrew Miller, Landmark)
- 1986: Music of Bill Evans (Kronos Quartet, Landmark)

Reissues
Eine Vielzahl von Keepnews’ eigenen Produktionen sind beispielsweise in der Reihe Original Jazz Classics oder in der Orrin Keepnews Collection als Reissue erschienen. In dieser Auflistung werden nur Reissues präsentiert, bei denen Keepnews nicht auch Produzent der Originalaufnahme war.
- 1996: Straight, No Chaser (Thelonious Monk, Columbia, 1967 ursprünglich von Teo Macero produziert)[25]
- 2002: Monk’s Dream (Thelonious Monk, Columbia, 1964 ursprünglich von Teo Macero produziert)[26]

Retrospektiven
- 1983: The Interplay Sessions (Bill Evans)
- 1988: Thelonious Monk – The Complete Riverside Recordings (Thelonious Monk, Fantasy)
- 1998: The Complete Columbia Solo Studio Recordings 1962–1986 (Thelonious Monk, Columbia)
- 2001: The Duke Ellington Centennial Edition – The Complete RCA Victor Recordings (1927–1973) (Duke Ellington)

## Bücher
- Orrin Keepnews & Bill Grauer: A Pictorial History of Jazz: People and Places from New Orleans to Modern Jazz. Hale Publishing, 1956. ISBN 0-517-00009-1
- Orrin Keepnews: The View from Within: Jazz Writings, 1948–1987. Oxford University Press 1988. ISBN 0-19-505284-6

## Auszeichnungen
National Academy of Recording Arts and Sciences:
- Grammy Awards 1984: „Bester Album-Begleittext“ mit The Interplay Sessions (Bill Evans)
- Grammy Awards 1988: „Bester Album-Begleittext“ und „Bestes historisches Album“ mit Thelonious Monk – The Complete Riverside Recordings
- Grammy Awards 2000: „Bestes historisches Album“ mit The Duke Ellington Centennial Edition – The Complete RCA Victor Recordings (1927–1973)
- Grammy Awards 2004: „Trustees Award“ für sein Lebenswerk
- Produktionen, die in die „Academy Hall of Fame“ aufgenommen wurden:

1998: Waltz for Debby (Bill Evans)
1999: Brilliant Corners (Thelonious Monk), The Incredible Jazz Guitar of Wes Montgomery (Wes Montgomery), Live in San Francisco (Cannonball Adderley)
2001: Monk’s Music (Thelonious Monk)
2007: Portrait in Jazz (Bill Evans)

## Widmungen
- Der Titel der Bill-Evans-Komposition Re: Person I Knew von dem Album Moon Beams ist ein Anagramm des Namens Orrin Keepnews.